# Анакампсерос паутинистый
Анакампсерос паутинистый (лат. Anacampseros arachnoides) — вид суккулентных растений рода Анакампсерос (Anacampseros), семейства Анакампсеровые (Anacampserotaceae), произрастающий на территории Лесото и ЮАР (Капская провинция).

## Название
Родовое латинское (научное) название Anacampseros образовано от др.-греч. ἀνακάμπτω, (anakámptō) — «возвращать» и др.-греч. ἔρως, (érōs) — «любовь» или «желание»; «возвращающий любовь».
Видовой латинский эпитет arachnoides происходит от др.-греч. ᾰ̓ρᾰχνοειδής, (arakhnoeidḗs), что означает «как паутина»; «паутинистый».

## Описание
Анакампсерос паутинистый, является небольшим растением с густыми облиственными побегами, которые достигают высоты до 5 см. Оно произрастает из небольшой луковичной корневой системы. Листья блестящего зелёного цвета, иногда с фиолетовыми оттенками, имеют разнообразные формы, от широкояйцевидных до ясно заострённых. Длина листовой пластинки составляет от 10 до 20 мм, ширина — от 9 до 15 мм, а толщина практически такая же. На конце листа видно колючее остриё. Поверхность листа покрыта тонкими серовато-белыми волосками. В пазухах листьев также присутствуют волосы и несколько коротких щетинок.

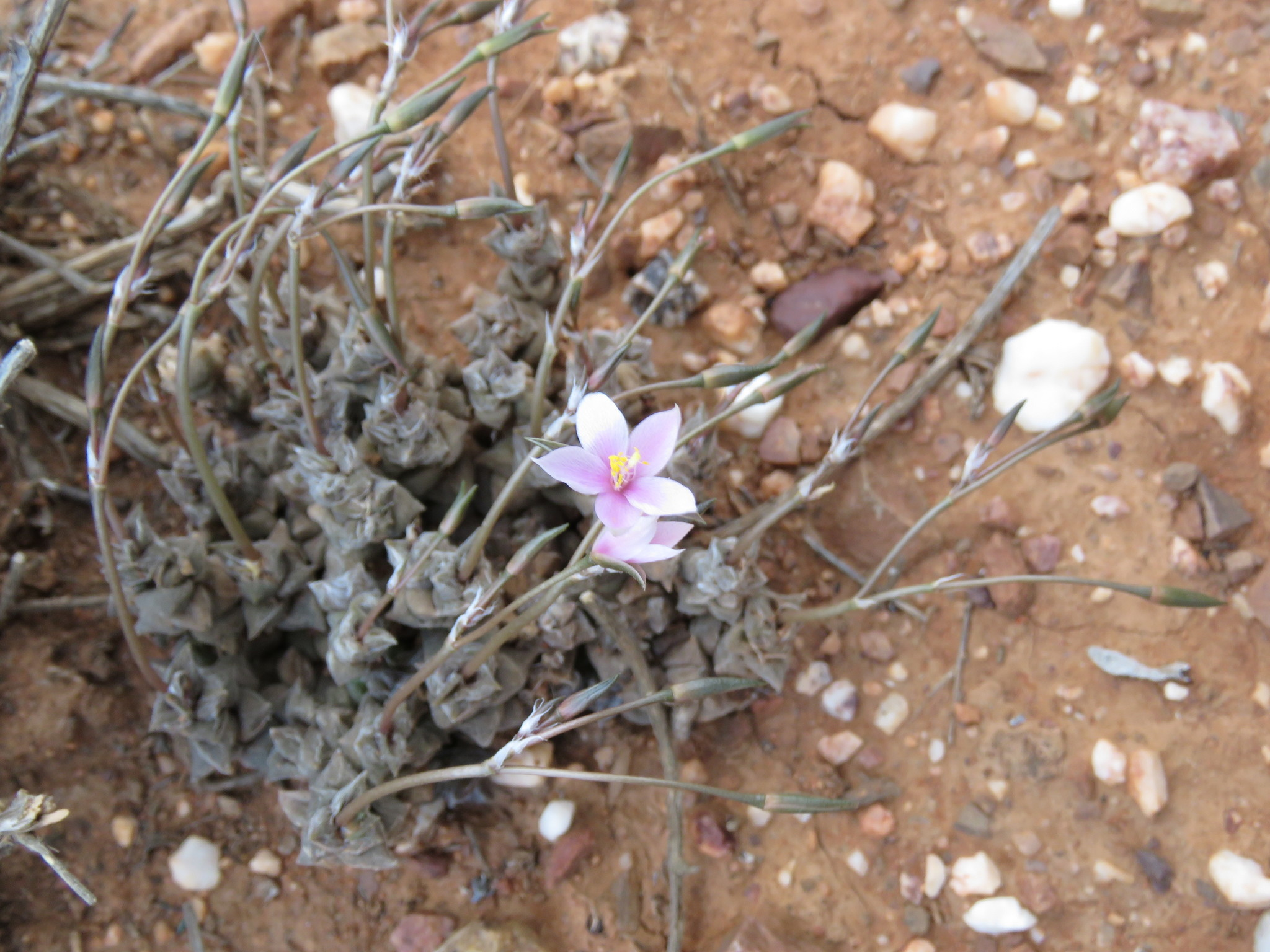
В дикой природе

Соцветие достигает длины от 5 до 8 см и содержит от трех до пяти цветков. Чашелистики имеют яйцевидно-ланцетную форму и длину около 10 миллиметров. Широкие продолговатые лепестки белого цвета, иногда с небольшими розовыми оттенками. В цветке насчитывается от 15 до 25 тычинок. Семена растения имеют почковидную форму, они клювовидные, бородавчатые и плоскоребристые.

## Таксономия
Anacampseros arachnoides (Haw.) Sims, первое упоминание в Bot. Mag. 33: t. 1368 (1811).

### Синонимы
Гомотипные (основанные на одном и том же номенклатурном типе):
- Ruelingia arachnoides Haw. (1812)

Гетеротипные (основанные на разных номенклатурных типах):
- Anacampseros arachnoides var. hispidula (A.Berger) Poelln. (1933)
- Anacampseros arachnoides var. rubens (Haw.) Sond. (eds.), Fl. Cap. 2: 384 (1862)
- Anacampseros hispidula A.Berger (1908)
- Anacampseros rubens (Haw.) Sweet (1826)
- Ruelingia rubens Haw. (1812)
- Portulaca arachnoides Haw. (1803)
- Portulaca rubens Haw. (1803)
- Talinum arachnoides (Haw.) W.T.Aiton (1811)
- Talinum retusum Willd. (1814)
- Talinum rubens Steud. (1841), not validly publ.